# Chris Lemmon
Chris Lemmon, właśc. Christopher Boyd Lemmon (ur. 22 stycznia 1954 w Los Angeles) – amerykański aktor. Syn aktora Jacka Lemmona. 

## Życiorys
Urodził się w Los Angeles w Kalifornii jako syn pary aktorskiej – Cynthii Boyd Stone i Jacka Lemmona. Rodzina ojca była pochodzenia irlandzkiego, szkockiego, niemieckiego, francuskiego, holenderskiego i walijskiego. Kiedy miał dwa lata jego rodzice rozwiedli się. Ma przyrodnią siostrę ze strony ojca – Courtney (ur. 1966). Uczęszczał do Verde Valley School w Sedonie w stanie Arizonie. Z talentem muzycznym został zachęcony przez ojca do nauki gry na fortepianie. Ukończył California Institute of the Arts.
Debiutował u boku ojca w dreszczowcu katastroficznym Port lotniczy ’77 (1977). Wystąpił jako aktor w wielu produkcjach scenicznych, w tym w komedii Neila Simona Boso w parku i sztuce A.R. Gurneya Listy miłosne z Stephanie Zimbalist. Zagrał Richarda Phillipsa w dwóch sitcomach Fox – Duet (1987) i Open House (1989). Od 25 marca do 27 listopada 1994 grał postać Martina „Bru” Brubakera w serialu przygodowym Grom w raju z Hulkiem Hoganem.
23 kwietnia 1988 ożenił się z modelką Giną Raymond. Mają córkę Sydney Noel oraz dwóch synów – Johnathana i Christophera Juniora. Mieszkają w Glastonbury w Connecticut.

## Filmografia
- Port lotniczy 1977 (Airport '77) jako radioman (1977)
- Mirror, Mirror jako Jonathan Shelton (1979)
- Brothers and Sisters jako Milos ‘Checko’ Sabolcik (1979)
- Knots Landing jako Jeff Cameron (1979–1993)
- Jak za dawnych, dobrych czasów (Seems Like Old Times) jako oficer Jenson (1980)
- Happy Hooker Goes Hollywood jako Robby Rottman (1980)
- C.O.D. jako Albert Zack (1981)
- Just Before Dawn jako Jonathan (1981)
- Uncommon Valor (II) jako Reggie (1983)
- Szybka zmiana (Swing Shift) jako porucznik O’Connor (1984)
- Wyścig gumowej kuli II (Cannonball Run II) jako młody CHP (1984)
- The Outlaws jako Eugene Griswold (1984)
- Zwariowany pułk lotniczy (Weekend Warriors) jako Vince Tucker (1986)
- That’s Life! jako Josh Fairchild (1986)
- Duet jako Richard Phillips (1987–1989)
- Yellow Pages jako Henry Brilliant (1988)
- Tato (Dad) jako młody Jake (1989)
- Open House jako Richard Phillips (1989–1990)
- Corporate Affairs jako Doug Franco (1990)
- Firehead jako Warren Hart (1991)
- Grom w raju (Thunder in Paradise) jako Martin „Bru” Brubaker (1993)
- Grom w raju 2 (Thunder in Paradise II) jako Martin ‘Bru’ Brubaker (1994)
- Grom w raju 3 (Thunder in Paradise 3) jako Martin ‘Bru’ Brubaker (1995)
- Władca życzeń (Wishmaster) jako Nick Merritt (1997)
- Land of the Free jako Thomson (1997)
- Z miłości do... (Just the Ticket) jako Alex (1999)